# Vermicella calonotus
Espèce
Synonymes
- Furina calonotos Duméril, Bibron & Duméril, 1854
- Simoselaps calonotus (Duméril, Bibron & Duméril, 1854)
- Neelaps calonotus (Duméril, Bibron & Duméril, 1854)

Statut de conservation UICN

 NT  : Quasi menacé
Vermicella calonotus est une espèce de serpents de la famille des Elapidae.

## Répartition
Cette espèce est endémique d'Australie-Occidentale.

## Description
C'est un serpent ovipare et venimeux.

## Publication originale
- Duméril, Bibron & Duméril, 1854 : Erpétologie générale ou histoire naturelle complète des reptiles. Tome septième. Deuxième partie, p. 781-1536 (texte intégral).